# Dodge 400

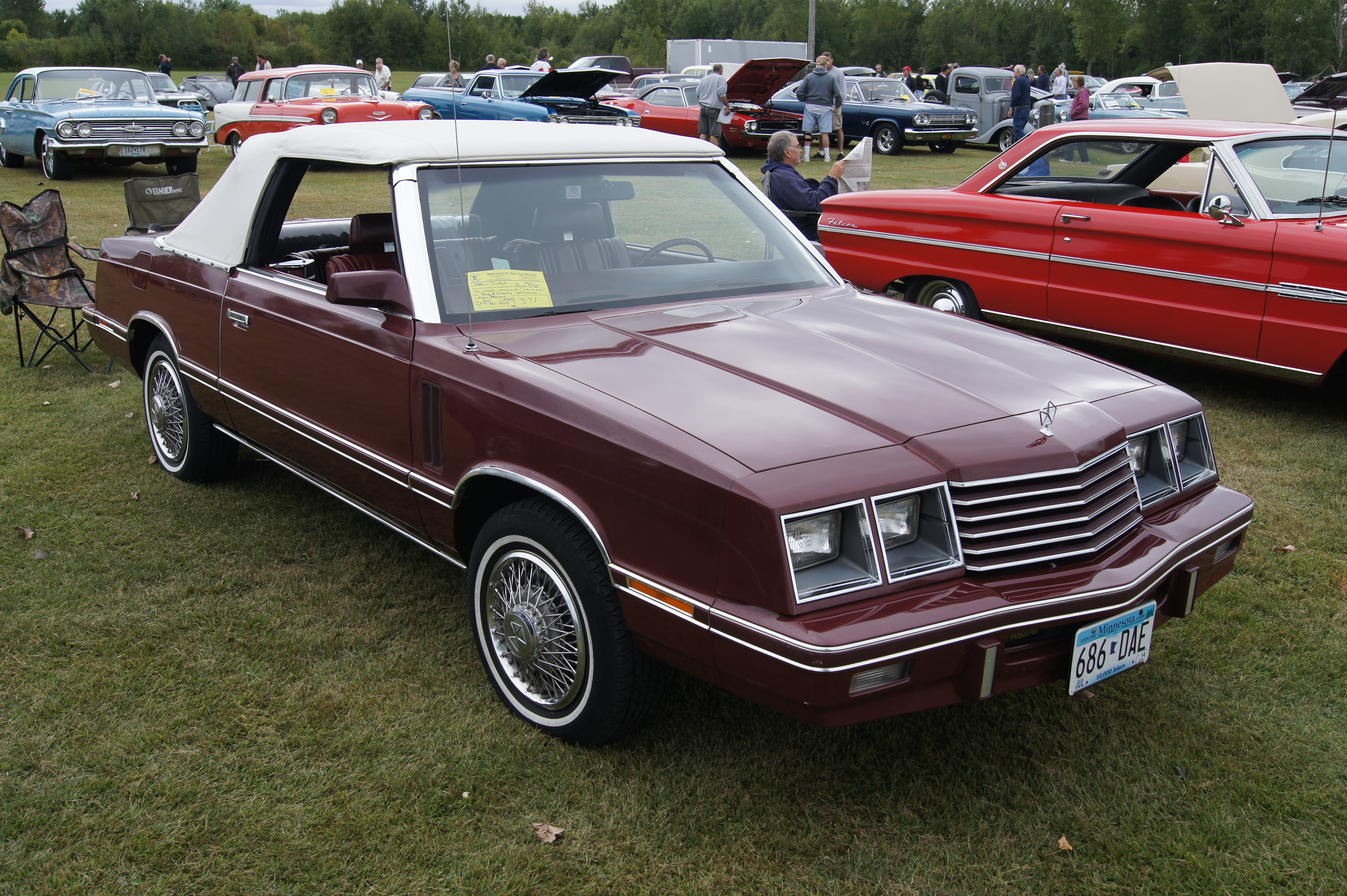
Кабрiолет Dodge 400

Dodge 400 — чотиридверний седан середнього класу, що вироблявся з 1981 по 1983 рік американськими компаніями Dodge і Chrysler на платформі Super K. Витіснений з конвеєра моделлю Dodge 600.

## Історія
Вперше автомобіль Dodge 400 був представлений в 1981 році. Починаючи з 1982 року, автомобіль почав вироблятися серійно, паралельно з попередником Dodge 600, причому з кузовом купе. Навесні 1982 року у виробництво були запущені седани і кабріолети.
Автомобіль оснащувався бензиновими двигунами внутрішнього згоряння Chrysler або Mitsubishi g54b.
Виробництво завершилося в 1983 році.

## Продаж
| Року   | Купе  | Седан | Кабріолет | Продажі за рік |
| ------ | ----- | ----- | --------- | -------------- |
| 1982   | 19443 | 6465  | 5541      | 31449          |
| 1983   | 11504 | 9560  | 4888      | 25952          |
| Всього | 30947 | 16025 | 10429     | 57401          |